# Malörtsspetsvivel
Malörtsspetsvivel (Apion sulcifrons) är en skalbaggsart som beskrevs av Herbst 1797. Malörtsspetsvivel ingår i släktet Apion, och familjen spetsvivlar. Arten är reproducerande i Sverige.